# Међународни дан за сећање на трговину робљем и њену забрану
Међународни дан за сећање на трговину робљем и њену забрану се обележава сваког 23. августа.

## Историјат
Током више од четири века, милиони Африканаца су били ухваћени, продавани и транспортовани преко Атлантика као робови, присиљени на рад у нехуманим условима и лишени својих основних људских права. 
Година 1833. је представљала велики преокрет у многим земљама када су донети закони којима се укидала трговина робљем. На Генералној конференција Унеска, на двадесет и деветом заседању, је усвојена резолуција 29Ц/40 којом је 23. август изабран за датум обележавања Међународног дана сећања на трговину робљем и њено укидање. Године 2004. су га успоставиле Уједињене нације са циљем подизања свести о трансатлантској трговини робљем и њеном утицају на друштва и културе широм света. Обележава се са циљем одавања почасти жртвама и истицања напора оних који су се борили за укидање ропства.